# Attessa IV
M/Y Attessa IV, tidigare Evergreen, är en megayacht tillverkad av Evergreen Shipyard i Nagasaki i Japan. Den levererades 1999 som en superyacht till Chang Yung-fa, taiwanesisk rederimagnat som kontrollerade Evergreen Group. År 2007 ville Chang sälja superyachten och den amerikanske entreprenören Dennis Washington blev varse om det och reste till Taiwan för att inspektera den. Washington köpte superyachten från Chang och körde den omgående till sitt eget skeppsvarv i Vancouver, British Columbia i Kanada. Där fick den genomgå en större ombyggnad och förlängdes från 91 meter till omkring 100 meter. Ombyggnaden pågick fram till 2010 innan Washington kunde börja använda den igen.
Attessa IV designades exteriört av Diana Yacht Design medan Felix Buytendijk Yacht Design designade interiören. Megayachten är 100–100,89 meter lång och har kapacitet för 18–28 passagerare fördelat på tio hytter. Den har också en besättning på 21–26 besättningsmän och har två helikoptrar.